# Наследие Беларуси
Наследие Беларуси (бел. Спадчына Беларусі; англ.  Heritage of Belarus) — художественный проект, авторская концепция по международному представлению исторического и культурного наследия Белоруссии. Авторы проекта Александр Алексеев и Олег Лукашевич с помощью трех составляющих: художественных альбомов, фильмов и фотовыставок создают привлекательный образ Белоруссии в мире. Александр Алексеев и Олег Лукашевич первыми из фотохудожников  в истории независимой Белоруссии, начали разрушать стереотип «сермяжной» страны. В основе проекта лежит научно-исследовательская работа по изучению национальной истории и культуры. Проект «Спадчына Беларусі» приобрел известность не только в Белоруссии, но и за её пределами. Книги и фильмы представлены в фондах крупнейших библиотек мира, в университетах, культурных и дипломатических учреждениях, в частных коллекциях известных людей — от королевы Великобритании до папы Римского. Это даёт возможность знакомить с белорусской историей, культурой, наследием широкий круг мировой общественности.

## Цель проекта
Целью проекта авторами декларируется развитие интереса к Белоруссии, к её историко-культурному наследию, поднятие национального самосознания, возрождение утраченных истоков и традиций, утверждение самобытности белорусской нации в мировом сообществе. Данный проект позволяет по новому увидеть Белоруссию, раскрыть уникальность белорусской истории и культуры. Он направлен на восстановление исторического своеобразия, художественных и документальных достоинств историко-культурных ценностей, пропагандирует самобытность и уникальность белорусской нации, призывает к бережному отношению к истории и культуре Белоруссии, несёт образовательную и идеологическую функции, создаёт достойное представление о Белоруссии за рубежом.

## Характеристика проекта
Основу проекта составляют научно-исследовательские материалы. Начиная с сентября 2002 года было организовано более сотни командировок, носящих экспедиционный характер. В процессе их проведения была произведена оценка современного состояния наиболее значимых для Белоруссии историко-культурных памятников и произведений. Были выявлены и открыты для широкой публики малоизвестные историко-культурные раритеты. В ходе исследований использовались труды белорусских и зарубежных учёных, архивные материалы, разработки научно-исследовательских институтов, исследования зарубежных, национальных и региональных музеев. Было проведено множество консультаций и интервью со специалистами в области культуры и истории. Большое внимание уделялось поиску информации на местах. Во время проведения экспедиционных командировок посредством поиска очевидцев, материальных документов, связанных с темой исследования, были уточнены сведения об историко-культурных памятниках и произведениях.
Основываясь на проводимых исследованиях проект «Спадчына Беларусі» позволил создать систему представления историко-культурного наследия Белоруссии, состоящую из выпуска на разных языках серии альбомов «Спадчына Беларусі», проведения одноименных международных и национальных фотовыставок, а также выпуска документальных фильмов. Такой подход позволяет не только охватить более широкую аудиторию как внутри страны, так и за рубежом, но и более глубоко и детально знакомить её с особенностями исторического и культурного наследия Белоруссии.
Результаты проекта могут использоваться в образовательных целях в учебных заведениях и музеях. Они могут иметь воспитательный и идеологический характер.

## История проекта
Проект начал реализовываться с 2002 года. Впервые на Белорусском телевидении был создан 100-серийный цикл фильмов «Наше наследие» об архитектурных памятниках и предметах декоративно-прикладного искусства Белоруссии.
Первая международная выставка проекта была приурочена к десятилетию установления дипломатических отношений между Республикой Беларусь и Республикой Армения. Более 200 фотографий были представлены в Ереване в июне 2003 года. Впервые масштабно с историческим и культурным наследием Республики Беларусь познакомился армянский зритель. Выставку открывали министр иностранных дел Армении Вардан Осканян и чрезвычайный и полномочный посол Республики Беларусь в Армении Марина Долгополова. В том же году в Минске в музее современного искусства открылись выставки «Храмы Беларуси», «Усадьбы и ратуши Беларуси», «Дворцы и замки Беларуси»
В мае 2004 года впервые в штаб-квартире ЮНЕСКО в Париже была представлена фотоэкспозиция исторических памятников национальной архитектуры, приуроченная к 50-летию вступления Республики Беларусь в ЮНЕСКО. Открывал выставку Генеральный директор ЮНЕСКО Коитиро Мациуро.
В октябре 2004 года проект был представлен в Риме, во время проведения Дней культуры Республики Беларусь в Италии. В Риме состоялась презентация художественного альбома «Спадчына Беларусі», который был подарен в Ватикане Папе Римскому Иоанну Павлу ІІ.
В 2005 году на 45 Республиканском конкурсе «Искусство книги» впервые за 14 лет была вручена наивысшая полиграфическая награда — диплом Франциска Скорины — альбому «Спадчына Беларусі».
В 2010 и в 2020 годах художественный проект «Спадчына Беларусі» номинирован на Государственную премию Республики Беларусь.
В 2014 году художественный проект «Спадчына Беларусі» представлен в Минске под открытым небом на арт-заборе парка Челюскинцев.
В 2019 году в Зале торжественных церемоний Дворца Независимости открыта постоянная экспозиция "Спадчына Беларусi".

## Фильмография проекта
С 2006 по 2012 год создано более 50 серий «Эпоха» об известных исторических личностях, которые родились на белорусской земле.
- 2006 — «Эпоха Марка Шагала»
- 2006 — «Преподобная Евфросиния Полоцкая»
- 2006 — «Луис Майер. Лев Голливуда»[7]
- 2006 — «Станислав Август Понятовский», премьерный показ в Королевском замке в Варшаве (Польша)
- 2007 — «Тадеуш Костюшко. Возвращение героя»
- 2008 — «Адам Мицкевич», премьерный показ в Литературном музее имени Адама Мицкевича в Варшаве (Польша)
- 2008 — «Игнатий Домейко»[8]
- 2009 — «Николай Судзиловский-Руссель»[9]
- 2010 — «Знаменитый-неизвестный. Иван Хруцкий»
- 2010 — «Радзивиллы. Портретная галерея»[10]
- 2011 — «Радзивиллы. Несвижские владения. Костел Божьего тела»
- 2011 — «Эпоха Максима Богдановича»
- 2012 — «Эпоха Наполеона Орды»

## Книги-альбомы проекта
С 2004 по 2023 годы издано 47 тыс. экземпляров, что является рекордом для национального книгоиздания 
- 2004 — «Спадчына Беларусі» 1-е издание(тираж 3000 экз.) ISBN 985-454-231-9[12]
- 2005 — «Спадчына Беларусі» 2-е и 3-е издание (общий тираж 6000 экз.) ISBN 985-454-288-2
- 2006 — «Наследие Беларуси»[13] 1-е издание(тираж 3000 экз.) ISBN 985-454-301-3
- 2006 — «Спадчына Беларусі» 4-е издание (тираж 3000 экз.) ISBN 985-454-302-1
- 2007 — «Спадчына Беларусі.Скарбы»[14] (тираж 3000 экз.) ISBN 978-985-454-388-8
- 2007 — «Спадчына Беларусі» 5-е и 6-е издание (тираж 8000 экз.) ISBN 978-985-454-354-3
- 2007 — «Наследие Беларуси» 2-е издание (тираж 3500 экз.) ISBN 978-985-454-338-2
- 2009 — «Скарбы Беларусі»[15] 1-е издание (тираж 3000 экз.) ISBN 978-985-90180-2-2
- 2009 — «Наследие Беларуси» 3-е издание (тираж 3000 экз.) ISBN 978-985-454-483-0
- 2010 — «Наследие Беларуси» 4-е издание (тираж 5000 экз.) ISBN 978-985-454-566-0
- 2013 — «Скарбы Беларусі» 2-е издание (тираж 1000 экз.) ISBN 978-985-7058-20-4
- 2013 — «Сокровища Беларуси» 1-е издание (тираж 1000 экз.) ISBN 978-985-7058-46-4
- 2014 — «Сокровища Беларуси» 2-е издание (тираж 1000 экз.), (доп.тираж 1000 экз.) ISBN 978-985-7103-09-6
- 2015 — «Спадчына Беларусі» 1-е издание (тираж 1000 экз.) ISBN 978-985-90353-3-3
- 2017 — «Спадчына Беларусі» 2-е издание (тираж 1000 экз.) ISBN 978-985-90353-7-1
- 2021 — «Спадчына Беларусі» 1-е издание (эксклюзивный тираж 500 экз.) ISBN 978-985-90433-3-8